# Hana Talpová
Hana Talpová (* 5. května 1938 Olomouc), provdaná Hlaváčková, je česká herečka a zpěvačka.
Do jejího pěveckého repertoáru patří klasický operní zpěv, zpěv šansonů a písniček středního proudu popmusic.

## Kariéra
V roce 1959 absolvovala zpěv na pražské konzervatoři a následně v roce 1963 vystudovala zpěv na Hudební fakultě Akademie múzických umění v Praze. Některé zdroje uvádí, že je absolventkou brněnské konzervatoře.
První roky strávila v Liberci, kde byla sólistkou opery v Divadle F. X. Šaldy (1963–1965), uvedla se zde hlavní rolí v opeře Carmen. Poté patřila čtyřicet let ke stěžejním osobnostem Hudebního divadla v Karlíně, kde působila v letech 1966–2005. V roce 1966 se zúčastnila festivalu moderní opery v Benátkách a v roce 1967 absolvovala koncertní turné v Itálii. Kromě divadelního herectví se představovala jako zpěvačka, jejím oborem byl především šanson, v 60. letech také protestsongy. Natočila jednu singlovou desku a účastnila se hudebních festivalů (Bratislavská lyra, Děčínská kotva). V roce 1973 získala od hudebního vydavatelství Panton ocenění Zlatý štít.
Hostovala i v Divadle Semafor. Kromě zpěvu se věnuje dabingu a rozhlasovým hrám. Např. v americkém televizním seriálu To je vražda, napsala namluvila hlavní postavu, Jessicu Fletcherovou v podání Angely Lansburyové.
Vyučovala zpěv a hlasovou interpretaci na Lidové škole umění a na Konzervatoři Jaroslava Ježka.

## Filmografie (výběr)
- 1957 Florenc 13.30 – role: dívka v autobusu, sousedka Tachecího
- 1958 Zatoulané dělo – role: tanečnice
- 1958 Hvězda jede na jih – role: úřednice na letišti
- 1959 Dařbuján a Pandrhola – role: děvečka u Pláteníků
- 1960 Valčík pro milión – role: vedoucí cvičenek Vlasta
- 1962 Rusalka – role: vesničanka
- 1967 Konec agenta W4C prostřednictvím psa pana Foustky – role: barmanka
- 1969 Světáci – role: servírka v Diplomat Grillu
- 1969 Skřivánci na niti – role: žena v doprovodu funkcionáře
- 1970 Pěnička a Paraplíčko – role: tanečnice
- 1970 Ďábelské líbánky – role: zaměstnankyně ústavu
- 1973 Kronika žhavého léta – role: Trncova žena Jana
- 1974 V každém pokoji žena – role: Maruška
- 1976 Paleta lásky – role: hostinská
- 1976 Malá mořská víla – role: královna Jižní říše, princova matka
- 1980 Jen si tak trochu písknout – role: paní Sempachová
- 1981 Jako zajíci – role: chatařka se psem
- 1982 Šílený kankán – role: operetní zpěvačka Hortensie
- 1982 Guľočky – role: dáma s psíčkem
- 1983 Vítr v kapse – role: matka Heleny
- 1983 Anděl s ďáblem v těle – role: luxusní prostitutka, Maďarka Ilonka
- 1985 Všichni musí být v pyžamu – role: Řehořova bývalá spolužačka Lída
- 1985 Tísňové volání – role: zpěvačka při filmování
- 1987 Černá punčocha – role: Ilona Zárubová, kamarádka Evy
- 1988 Anděl svádí ďábla – role: luxusní prostitutka, Maďarka Ilonka
- 1990 Poslední motýl – role: herečka ve varieté

## Televize (výběr)
- 1968 Bouřka (TV seriál), 2. díl Večer čekejte anděla – role: Langdonová
- 1969 Hříšní lidé města pražského (TV seriál), 8. díl Telegram z Neapole – role: barová zpěvačka Dorina, přítelkyně Sebekovského
- 1969 Pražská romance (TV film) – role: maminka
- 1973 Krásná Helena (TV inscenace) – role: Parthenis
- 1976 Převážně nevážně s humorem a písničkou (TV pořad)
- 1978 30 případů majora Zemana (TV seriál), 21. díl Pán ze Salcburku – role: recepční Anna Pospíšilová
- 1980 Orfeus v podsvětí (TV inscenace) – role: Venuše
- 1980 Arabela (TV seriál) – role: dospělá Mařenka
- 1985 Slavné historky zbojnické (TV minisérie), 2. díl Jožka Šobri – role: plukovníkova žena Menisa
- 1991 Taneční hodiny pro starší a pokročilé (TV inscenace)
- 1991 Náhrdelník (TV minisérie)
- 2009–2013 Ordinace v růžové zahradě 2 (TV seriál)

## Život
Hana Talpová byla dvakrát vdaná, v letech 1961–1967 za Milana Halašku, jejím druhým manželem byl do roku 1973 Jaroslav Hlaváček. Syn David Talpa byl reprezentantem České republiky ve squashi.
Je vzdáleně příbuzná s herečkou Sylvou Talpovou.